# Lightning GT
Lightning GT é um automóvel superesportivo produzido pela montadora britânica Lightning Car Company (LCC), e utiliza propulsão elétrica.

## Especificações técnicas
- Potência: 700 cv
- Aceleração: 0 a 100 km/h em 4 segundos
- Autonomia: 400 quilômetros
- Motor: Quatro motores elétricos de 120 kW ,acoplados diretamente as rodas.
- Bateria: Baterias de íons de Lítio/Titânio, com garantia de 12 anos, e tempo de recarga de 10 minutos. Fabricada pela empresa Altairnano